# Piacenza Football Club 2004-2005
Questa pagina raccoglie le informazioni riguardanti il Piacenza Football Club nelle competizioni ufficiali della stagione 2004-2005.

## Stagione
Nella stagione 2004-2005 la dirigenza piacentina decide di puntare in modo massiccio al ringiovanimento della rosa e al contenimento dei costi, con l'obiettivo di un campionato senza particolari obiettivi di classifica. Il nuovo allenatore è Giuseppe Iachini, già vice di Novellino a Piacenza e reduce da una stagione sulla panchina del Vicenza; molti anche i nuovi giocatori, tra i quali spiccano gli ex palermitani Salvatore Masiello, Simone Pepe che risulta la rivelazione di questa stagione con 13 reti, e Jeda che a Piacenza si ferma solo tre mesi, arrivati in cambio di Matteo Guardalben e Andrea Barzagli.
Nonostante una rosa ritenuta più attrezzata rispetto alla stagione precedente, la squadra si mantiene costantemente a centro classifica, senza mai inserirsi nella lotta per i play-off promozione, introdotti da questo campionato, si piazza in nona posizione con 56 punti, a sei lunghezze dai playoff. Nella Coppa Italia la squadra biancorossa disputa il girone 5 di qualificazione, con 7 punti si piazza in prima posizione con la Fiorentina, che si qualifica alle fasi finale per miglior differenza reti.

## Divisa e sponsor
Il fornitore ufficiale di materiale tecnico per la stagione 2004-2005 fu Lotto, mentre viene riconfermata Unicef come sponsor principale.
| Prima divisa | Seconda divisa | Terza divisa |

## Organigramma societario
Area direttiva
- Presidente: Fabrizio Garilli
- Vicepresidente: Agostino Guardamagna
- Direttore generale: Maurizio Riccardi[2]
- Responsabile di tutte le aree: Claudio Garzelli[4]
- Responsabile area comunicazione: Sandro Mosca[4]
- Dirigente accompagnatore: Giovanni Rubini

Area tecnica
- Direttore dell'area tecnica: Antonio De Vitis[2]
- Allenatore: Giuseppe Iachini
- Allenatore in 2º: Giuseppe Carillo
- Allenatore dei portieri: Marco Savorani
- Preparatore atletico: Ivano Tito

Area sanitaria
- Medico sociale: dott. Biagio Costantino
- Fisioterapista: Carlo Civetta
- Massaggiatori: Biagio Nogara e Crocino Bonadonna

## Rosa[5]
| N. |                      | Ruolo | Calciatore              |
| -- | -------------------- | ----- | ----------------------- |
| 1  | Italia (bandiera)    | P     | Paolo Orlandoni         |
| 2  | Italia (bandiera)    | A     | Daniele Cacia           |
| 3  | Italia (bandiera)    | D     | Ruggero Radice          |
| 4  | Italia (bandiera)    | D     | Stefano Avogadri        |
| 5  | Italia (bandiera)    | C     | Carlo Luisi             |
| 6  | Italia (bandiera)    | D     | Amedeo Mangone          |
| 6  | Italia (bandiera)    | D     | Samuele Olivi           |
| 7  | Romania (bandiera)   | C     | Bogdan Pătrașcu         |
| 8  | Italia (bandiera)    | C     | Luigi Riccio (capitano) |
| 9  | Italia (bandiera)    | A     | Simone Pepe             |
| 10 | Brasile (bandiera)   | A     | Jeda                    |
| 10 | Italia (bandiera)    | A     | Massimo Ganci           |
| 11 | Italia (bandiera)    | C     | Salvatore Masiello      |
| 13 | Italia (bandiera)    | D     | Umberto Gardella        |
| 14 | Argentina (bandiera) | D     | Hugo Campagnaro         |
| 15 | Italia (bandiera)    | C     | Giuseppe D'Agostino     |
| 16 | Italia (bandiera)    | P     | Davide Bagnacani        |
| 17 | Italia (bandiera)    | C     | Giorgio Lucenti         |
| 18 | Italia (bandiera)    | A     | Daniele Degano          |

| N. |                    | Ruolo | Calciatore          |
| -- | ------------------ | ----- | ------------------- |
| 19 | Italia (bandiera)  | C     | Emanuele D'Anna     |
| 20 | Italia (bandiera)  | C     | Andrea Maccoppi     |
| 21 | Italia (bandiera)  | C     | Marco Stella        |
| 22 | Uruguay (bandiera) | D     | Leonardo Migliónico |
| 23 | Italia (bandiera)  | C     | Gabriele Ambrosetti |
| 24 | Italia (bandiera)  | C     | Giorgio Di Vicino   |
| 25 | Italia (bandiera)  | D     | Matteo Abbate       |
| 26 | Italia (bandiera)  | A     | Matteo Girometta    |
| 32 | Italia (bandiera)  | A     | Francesco Nieto     |
| 33 | Italia (bandiera)  | C     | Emiliano Tarana     |
| 34 | Italia (bandiera)  | P     | Marco Serena        |
| 55 | Italia (bandiera)  | D     | Filippo Cristante   |
| 76 | Italia (bandiera)  | P     | Gabriele Aldegani   |
| 77 | Italia (bandiera)  | C     | Adriano Panepinto   |
| 80 | Italia (bandiera)  | D     | Antonio Bocchetti   |
| 83 | Italia (bandiera)  | D     | Gennaro Sardo       |
| 87 | Italia (bandiera)  | A     | Francesco Zerbini   |
| 90 | Italia (bandiera)  | A     | Luigi Beghetto      |
| 99 | Italia (bandiera)  | C     | Carmine Gautieri    |

## Calciomercato[5]

### Sessione estiva
| Acquisti | Acquisti           | Acquisti | Acquisti               |
| R.       | Nome               | da       | Modalità               |
| -------- | ------------------ | -------- | ---------------------- |
| P        | Gabriele Aldegani  | Rimini   | svincolato             |
| D        | Andrea Barzagli    | Chievo   | riscatto comproprietà  |
| D        | Antonio Bocchetti  | Napoli   | riscatto comproprietà  |
| D        | Umberto Gardella   | Spezia   | definitivo             |
| D        | Gennaro Sardo      | Avellino | definitivo             |
| C        | Carlo Luisi        | Pescara  | definitivo (450.000 €) |
| C        | Salvatore Masiello | Palermo  | prestito               |
| C        | Adriano Panepinto  | Monza    | riscatto comproprietà  |
| C        | Marco Stella       | Pescara  | riscatto comproprietà  |
| A        | Jeda               | Palermo  | comproprietà           |
| A        | Simone Pepe        | Palermo  | prestito               |
| A        | Francesco Zerbini  | Perugia  | fine prestito          |

| Cessioni | Cessioni          | Cessioni  | Cessioni                   |
| R.       | Nome              | a         | Modalità                   |
| -------- | ----------------- | --------- | -------------------------- |
| P        | Matteo Guardalben | Palermo   | definitivo                 |
| D        | Andrea Barzagli   | Palermo   | definitivo (5,5 milioni €) |
| D        | Stefano Fattori   | Ternana   | svincolato                 |
| D        | Vittorio Tosto    | Napoli    | riscatto comproprietà      |
| C        | Mark Edusei       | Sampdoria | fine prestito              |
| C        | Salvatore Miceli  | Catania   | svincolato                 |
| C        | Luca Minopoli     | Pescara   | fine prestito              |
| A        | Ibrahim Babatunde | Mons      | definitivo                 |
| A        | Corrado Colombo   | Sampdoria | fine prestito              |

### Sessione invernale
| Acquisti | Acquisti          | Acquisti    | Acquisti     |
| R.       | Nome              | da          | Modalità     |
| -------- | ----------------- | ----------- | ------------ |
| D        | Samuele Olivi     | Salernitana | definitivo   |
| C        | Giorgio Di Vicino | Ternana     | prestito     |
| C        | Carmine Gautieri  | Napoli      | definitivo   |
| A        | Daniele Degano    | Parma       | prestito     |
| A        | Massimo Ganci     | Treviso     | comproprietà |

| Cessioni | Cessioni            | Cessioni  | Cessioni    |
| R.       | Nome                | a         | Modalità    |
| -------- | ------------------- | --------- | ----------- |
| D        | Filippo Cristante   | Messina   | definitivo  |
| D        | Amedeo Mangone      |           | rescissione |
| C        | Gabriele Ambrosetti |           | rescissione |
| C        | Adriano Panepinto   | Latina    | prestito    |
| C        | Emiliano Tarana     | Mantova   | definitivo  |
| A        | Daniele Cacia       | Pistoiese | prestito    |
| A        | Jeda                | Catania   | prestito    |
| A        | Francesco Zerbini   | Padova    | definitivo  |

## Risultati

### Campionato

#### Girone di andata
| Arbitro: | Castellani (Verona) |

|            |           |                       |
| Calaiò 75’ | Marcatori | 19’ Radice 90+3’ Pepe |

| Arbitro: | Rizzoli (Bologna) |

|                             |           |             |
| Patrascu 74’ Beghetto 90+2’ | Marcatori | 50’ Guidoni |

| Arbitro: | Castellani (Verona) |

|          |           |  |
| Ganz 53’ | Marcatori |  |

| Arbitro: | Cruciani (Pesaro) |

|                      |           |                    |
| Jeda 47’, 70’ (rig.) | Marcatori | 61’ (rig.) Cavalli |

| Arbitro: | Cassarà (Palermo) |

|                                                     |           |                       |
| Schwoch 55’, 90+2’ (rig.) Bonanni 57’ Cherubini 61’ | Marcatori | 37’ Pepe 66’ Beghetto |

| Arbitro: | Paparesta (Bari) |

|                |           |                                 |
| Campagnaro 60’ | Marcatori | 22’, 52’ Tavano 90+3’ Vannucchi |

| Arbitro: | Tagliavento (Terni) |

|  |           |          |
|  | Marcatori | 62’ Pepe |

| Arbitro: | De Santis (Roma) |

|                         |           |                |
| Campagnaro 53’ Pepe 64’ | Marcatori | 90+2’ Biancone |

| Arbitro: | Giannoccaro (Lecce) |

|                                                  |           |                      |
| Palladino 11’ (rig.) Radice 59’ (aut.) Terni 64’ | Marcatori | 51’ Pepe 70’ Lucenti |

| Arbitro: | Racalbuto (Gallarate) |

|                                       |           |                 |
| Masiello 14’ Tarana 86’ Lucenti 90+1’ | Marcatori | 54’ Monticciolo |

| Arbitro: | Rocchi (Firenze) |

|                  |           |                      |
| D'Agostino 90+4’ | Marcatori | 75’ (aut.) Zaninelli |

| Arbitro: | M. Mazzoleni (Bergamo) |

|  |           |                   |
|  | Marcatori | 43’ (aut.) Radice |

| Arbitro: | Castellani (Verona) |

|  |           |                |
|  | Marcatori | 45+1’ Beghetto |

| Arbitro: | Morganti (Ascoli Piceno) |

|                        |           |                                                  |
| Riccio 9’ Masiello 62’ | Marcatori | 35’ Ravanelli 83’ Coly 90’ Fusani 90+3’ Do Prado |

| Arbitro: | Cassarà (Palermo) |

|                    |           |  |
| Spinesi 45+2’, 90’ | Marcatori |  |

| Arbitro: | Stefanini (Prato) |

|  |           |                     |
|  | Marcatori | 87’ Jeda 90+4’ Pepe |

| Arbitro: | M Mazzoleni (Bergamo) |

|                |           |               |
| Campagnaro 42’ | Marcatori | 30’ Santoruvo |

| Arbitro: | Gabriele (Frosinone) |

|                                            |           |  |
| Cristante 34’ (aut.) Possanzini 45+1’, 49’ | Marcatori |  |

| Arbitro: | M. Mazzoleni (Bergamo) |

|                                   |           |  |
| Pepe 15’ Beghetto 69’ Lucenti 79’ | Marcatori |  |

| Arbitro: | Girardi (San Donà di Piave) |

|                    |           |  |
| Gio. Tedesco 45+3’ | Marcatori |  |

| Arbitro: | Dattilo (Locri) |

|              |           |  |
| Beghetto 86’ | Marcatori |  |

#### Girone di ritorno
| Arbitro: | Tagliavento (Terni) |

|  |           |              |
|  | Marcatori | 31’ Antonini |

| Arbitro: | Bergonzi (Genova) |

|                |           |  |
| Allegretti 74’ | Marcatori |  |

| Arbitro: | M. Mazzoleni (Bergamo) |

|            |           |  |
| Degano 65’ | Marcatori |  |

| Arbitro: | Giannoccaro (Lecce) |

|               |           |  |
| Confalone 59’ | Marcatori |  |

| Piacenza 13 febbraio 2005, ore 15:00 26ª giornata | Piacenza                    | 0 – 0 | Vicenza | Stadio Leonardo Garilli\| Arbitro: \| Girardi (San Donà di Piave) \| |
| Arbitro:                                          | Girardi (San Donà di Piave) |       |         |                                                                      |

| Empoli 20 febbraio 2005, ore 15:00 27ª giornata | Empoli             | 0 – 0 | Piacenza | Stadio Carlo Castellani\| Arbitro: \| Preschern (Mestre) \| |
| Arbitro:                                        | Preschern (Mestre) |       |          |                                                             |

| Arbitro: | Dattilo (Locri) |

|           |           |  |
| Ganci 83’ | Marcatori |  |

| Arbitro: | Castellani (Verona) |

|                |           |                                    |
| B. Carbone 20’ | Marcatori | 42’ Masiello 50’ Beghetto 60’ Pepe |

| Arbitro: | Preschern (Mestre) |

|  |           |             |
|  | Marcatori | 16’ Lanzaro |

| Arbitro: | M. Mazzoleni (Bergamo) |

|               |           |  |
| Cristiano 51’ | Marcatori |  |

| Arbitro: | Tagliavento (Terni) |

|                                     |           |                              |
| Olivi 13’ Beghetto 60’ Masiello 87’ | Marcatori | 67’ Barreto 90+1’ Dall'Acqua |

| Arbitro: | De Marco (Chiavari) |

|              |           |           |
| Serafini 28’ | Marcatori | 22’ Sardo |

| Arbitro: | Cruciani (Pesaro) |

|  |           |                  |
|  | Marcatori | 51’, 78’ Jiménez |

| Arbitro: | Rizzoli (Bologna) |

|  |           |          |
|  | Marcatori | 26’ Pepe |

| Arbitro: | Bergonzi (Genova) |

|                            |           |  |
| Pepe 36’, 60’ Masiello 87’ | Marcatori |  |

| Piacenza 7 maggio 2005, ore 20:30 37ª giornata | Piacenza       | 0 – 0 | Triestina | Stadio Leonardo Garilli\| Arbitro: \| Palanca (Roma) \| |
| Arbitro:                                       | Palanca (Roma) |       |           |                                                         |

| Arbitro: | Pantana (Macerata) |

|                      |           |  |
| Anaclerio 70’ (rig.) | Marcatori |  |

| Arbitro: | Rizzoli (Bologna) |

|              |           |             |
| Masiello 30’ | Marcatori | 68’ Minelli |

| Arbitro: | De Marco (Chiavari) |

|              |           |  |
| Matteini 20’ | Marcatori |  |

| Arbitro: | Saccani (Mantova) |

|                        |           |                           |
| Pepe 37’ Di Vicino 86’ | Marcatori | 61’ Stellone 79’ M. Rossi |

| Arbitro: | M. Mazzoleni (Bergamo) |

|               |           |  |
| Gervasoni 78’ | Marcatori |  |

### Coppa Italia

#### Girone 5
| Piacenza 14 agosto 2004 1ª giornata | Piacenza        | 0 – 0 | Fiorentina | Stadio Leonardo Garilli\| Arbitro: \| Brighi (Cesena) \| |
| Arbitro:                            | Brighi (Cesena) |       |            |                                                          |

| Arbitro: | Rocchi (Firenze) |

|  |           |                       |
|  | Marcatori | 20’ Beghetto 66’ Pepe |

| Arbitro: | Banti (Livorno) |

|  |           |                                    |
|  | Marcatori | 39’ Beghetto 47’ Sardo 49’ Lucenti |

## Statistiche

### Statistiche di squadra[19]
| Competizione | Punti | Totale | Totale | Totale | Totale | Totale | Totale | DR |
| Competizione | Punti | G      | V      | N      | P      | Gf     | Gs     | DR |
| ------------ | ----- | ------ | ------ | ------ | ------ | ------ | ------ | -- |
| Serie B      | 56    | 42     | 16     | 8      | 18     | 44     | 46     | -2 |
| Coppa Italia |       | 3      | 2      | 1      | 0      | 5      | 0      | +5 |
| Totale       | -     | 45     | 18     | 9      | 18     | 49     | 46     | +3 |

### Statistiche dei giocatori[5]
| Giocatore     | Serie B  | Serie B | Coppa Italia | Coppa Italia | Totale   | Totale |
| Giocatore     | Presenze | Reti    | Presenze     | Reti         | Presenze | Reti   |
| ------------- | -------- | ------- | ------------ | ------------ | -------- | ------ |
| M. Abbate     | 23       | 0       | 0            | 0            | 23       | 0      |
| G. Aldegani   | 17       | -18     | 0            | -0           | 17       | -18    |
| G. Ambrosetti | 1        | 0       | 0            | 0            | 1        | 0      |
| L. Beghetto   | 30       | 7       | 3            | 2            | 33       | 9      |
| A. Bocchetti  | 18       | 0       | 0            | 0            | 18       | 0      |
| D. Cacia      | 6        | 0       | 0            | 0            | 6        | 0      |
| H. Campagnaro | 34       | 3       | 3            | 0            | 37       | 3      |
| F. Cristante  | 18       | 0       | 2            | 0            | 20       | 0      |
| G. D'Agostino | 5        | 0       | 0            | 0            | 5        | 0      |
| E. D'Anna     | 17       | 0       | 2            | 0            | 19       | 0      |
| D. Degano     | 14       | 1       | -            | -            | 14       | 1      |
| G. Di Vicino  | 9        | 1       | -            | -            | 9        | 1      |
| M. Ganci      | 17       | 1       | -            | -            | 17       | 1      |
| C. Gautieri   | 9        | 0       | -            | -            | 9        | 0      |
| M. Girometta  | 2        | 0       | 0            | 0            | 2        | 0      |
| N. Jeda       | 18       | 3       | 3            | 0            | 21       | 3      |
| G. Lucenti    | 30       | 3       | 2            | 1            | 32       | 4      |
| C. Luisi      | 23       | 0       | 0            | 0            | 23       | 0      |
| A. Maccoppi   | 1        | 0       | 0            | 0            | 1        | 0      |
| A. Mangone    | 10       | 0       | 3            | 0            | 13       | 0      |
| S. Masiello   | 39       | 3       | 3            | 0            | 42       | 3      |
| L. Miglionico | 10       | 0       | 0            | 0            | 10       | 0      |
| F. Nieto      | 2        | 0       | 0            | 0            | 2        | 0      |
| S. Olivi      | 15       | 0       | -            | -            | 15       | 0      |
| P. Orlandoni  | 27       | -27     | 3            | -0           | 30       | -27    |
| B. Patrascu   | 37       | 1       | 3            | 0            | 40       | 1      |
| S. Pepe       | 30       | 12      | 2            | 1            | 32       | 13     |
| R. Radice     | 30       | 1       | 2            | 0            | 32       | 1      |
| L. Riccio     | 31       | 1       | 3            | 0            | 34       | 1      |
| G. Sardo      | 33       | 1       | 3            | 0            | 36       | 1      |
| M. Stella     | 3        | 0       | 1            | 0            | 4        | 0      |
| E. Tarana     | 15       | 1       | 3            | 0            | 18       | 1      |
| F. Zerbini    | 4        | 0       | 1            | 0            | 5        | 0      |